# Oudry
Oudry é uma comuna francesa na região administrativa de Borgonha-Franco-Condado, no departamento Saône-et-Loire. Estende-se por uma área de 20,32 km². Em 2010 a comuna tinha 394 habitantes (densidade: 19,4 hab./km²).